# Mankato, Minnesota
Mankato, Minnesota là một thành phố nằm ở quận Blue Earth, Nicollet, và Le Sueur thuộc tiểu bang Minnesota, Hoa Kỳ. Thành phố có diện tích 39,9 km2, dân số theo ước tính năm 2008 của Cục điều tra dân số Hoa Kỳ là 32.427 người.